# Mitrovica Veriore
Mitrovica Veriore (serbiska: Severna Kosovska Mitrovica, albanska: Mitrovica e Veriut) är en kommun i Kosovo. Den ligger i den norra delen av landet, 30 km nordväst om huvudstaden Priština. Antalet invånare är 29 460.